# Naso (poisson)
Pour les articles homonymes, voir Naso (homonymie).
Poissons-licornes
Sous-famille
Genre
Naso est un genre de poissons-chirurgiens (famille des Acanthuridae) communément appelés Poissons-licornes. C'est l'unique genre de la sous-famille des Nasinae.

## Étymologie
Les membres des Nasinae sont communément appelés « licornes » à cause de leur unique « corne » qui se développe sur le front des mâles de plusieurs espèces.

## Description
Les espèces du genre Naso ont un corps ovale et allongé qui se rétrécit à l'arrière pour se terminer par un pédoncule caudal très étroit typique du genre. Le corps est modérément compressé et est surmonté d'une nageoire dorsale unique. Elle commence à l'arrière de la tête pour finir au niveau du pédoncule mais n'est pas particulièrement haute.
La forme de la nageoire caudale varie selon les espèces et l'âge. Elle alterne entre une forme arrondie tronquée et celle d'un croissant de lune profondément concave. Cinq espèces peuvent développer de longs filaments aux extrémités de la caudale. Pour certaines espèces comme Naso annulatus et Naso lituratus, ces filaments ne sont présents que chez les mâles. Pour d'autres comme Naso unicornis, ils sont aussi présent chez les femelles mais ne sont pas aussi long que ceux des mâles. Les nageoires pectorales peuvent également prendre plusieurs formes : elles peuvent être pointues, ou petites et arrondies.
Le museau est pointu, la bouche est petite et située à mi-hauteur du corps. Elle est garnie de 60 à 80 petites dents par mâchoire. Elles sont minces mais coupantes avec leur bord denté. Les yeux sont situés haut et de part et d'autre de la tête. Comme l'ensemble des poissons-chirurgiens, les poissons-licornes présentent une ou deux épines coupantes en forme de quille de bateau. Elles sont situées sur des plaques fixées de chaque côté du pédoncule caudal. Avec l'âge elle se développent pour former de grandes épines recourbées vers l'avant. Des expériences[Lesquelles ?] ont montré que les épines ou les tissus environnants sont venimeux chez les Nasinae.
Huit espèces ont une protubérance osseuse frontales. Pour quatre d'entre elles, elle est en forme de « corne » lisse et parallèle à l'axe du corps. C'est cette corne qui est à l'origine vernaculaire du genre en référence à la licorne, l'animal mythique. Pour les quatre autres espèces, la protubérance se limite à une bosse arrondie. Cet appendice frontal n'est pas présent chez les juvéniles. Sa croissance débute généralement lorsque l'individu atteint 10 à 20 cm de long en fonction de l'espèce. Pour certaines espèces comme Naso annulatus et Naso vlamingii, cette structure est présente chez les deux sexes. Pour d'autres, elle n'est présente que chez les mâles — Naso brachycentron par exemple — ou est largement plus longue chez les mâles que chez les femelles — Naso tonganus et N. unicornis.
La sous-famille des Nasinae présente des écailles dont la forme se rapprochent des écailles placoïdes des requins et ne sont pas rondes comme les écailles cycloïdes des poissons récifaux. Cette caractéristique est unique à cette sous-famille. Comme chez les requins cette structure diminue les turbulences de l'eau lors de leurs déplacements. Elle assure une facilité de mouvement et une plus grande vitesse. En effet, souvent éloignés de la protection du récif, les Poissons-licornes se sont adaptés en développant une vitesse de déplacement qui leur permet de fuir les prédateurs piscivores comme les requins et les carangues. Le corps des espèces de Nasons présentes en pleine eau est plus allongé et comprimé latéralement pour améliorer leur vitesse. Leur queue est également tronquée et échancré dans ce but.
Les Poissons-licornes ont quatre rayons branchiostégaux (de soutien d'ouïes).
La plupart des espèces ont une taille adulte importante de plus de 50 cm. Les mâles sont globalement plus grand que les femelles. La plus petite espèce du genre est la Petite licorne (Naso minor) qui mesure 30 cm et la plus grande est la Licorne à bords blancs (Naso annulatus) qui peut atteindre plus de 100 cm corne incluse. C'est d'ailleurs la plus grande espèce de tous les Poissons-chirurgiens.

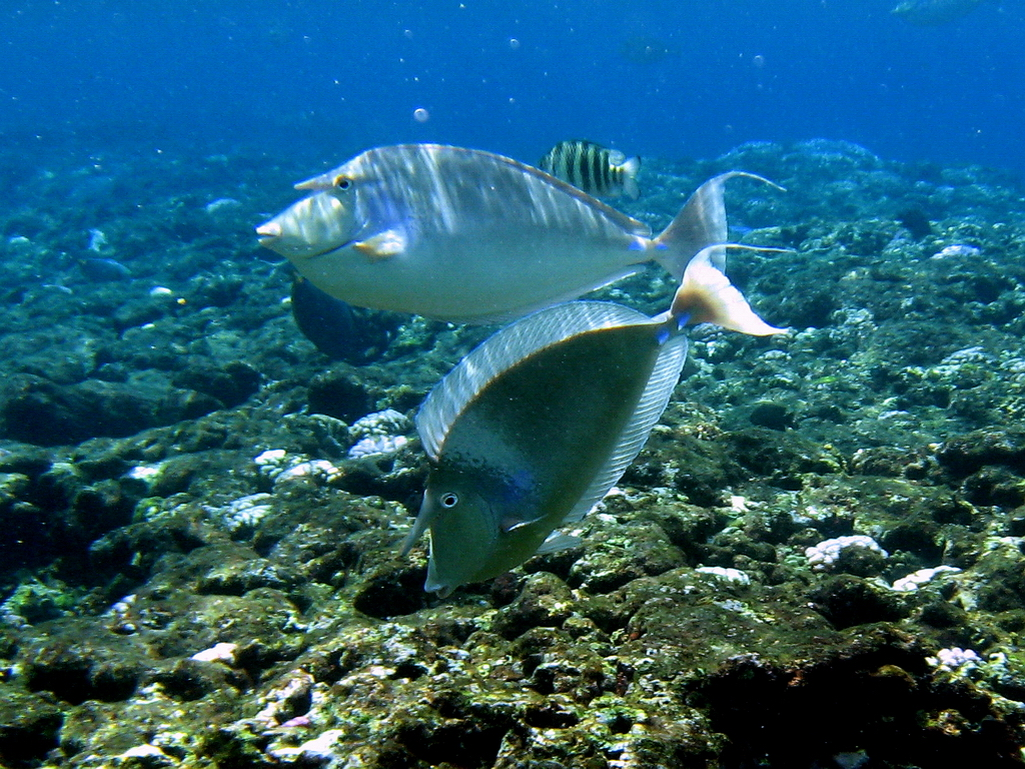
Naso unicornis, l'espèce-type.

## Écologie

### Alimentation
Les juvéniles consomment des algues dans les lagons ou les eaux côtières peu profondes qu'ils broutent sur la substrat. Les adultes se nourrissent principalement de zooplancton et d'algues. Les espèces que l'on rencontre généralement en pleine eau broutent également parfois sur le substrat.

## Prédation

### Variation de couleurs

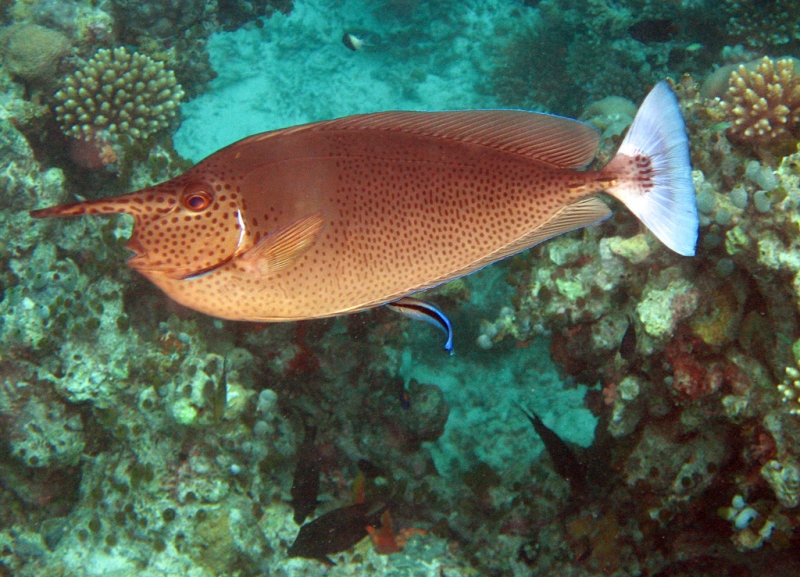
Un nasique (Naso brevirostris) adopte des teints plus clair lorsqu'un Labre nettoyeur (Labroides dimidiatus le déparasite.

Les Poissons-licornes peuvent être assez colorés. Certaines espèces modifient leur couleur lors de comportements antagonistes inter ou intraspécifique. Un individu peut changer la tonalité de sa robe pour s'aligner sur celle de son environnement et se camoufler. En dehors du récif, lorsqu'ils se nourrissent en pleine eau par exemple, ils adoptent des teintes argentées sur les côtés, verdâtres sur le dessus et blanches sous le corps. De nombreuses espèces adoptent des tons camouflés lorsqu'ils se réfugient pour la nuit.
Lorsque les Poissons-licornes sont dans le récifs, les modifications de couleur sont souvent liées aux comportement sociaux. Différentes pigmentations sont utilisées en fonction des localités. Lors de combat, de parade amoureuse ou de frai on constate un éclaircissement des couleurs des Poissons-licornes. La recherche d'un nettoyeur dans une station de nettoyage s'associent aussi d'un palissement,. Cette teinte plus claire permet de mettre en évidence les parasites ou les blessures à nettoyer et facilite la tâche des nettoyeurs,.
Ces changements de couleurs peuvent être soudains et intervenir en quelques secondes.

## Répartition et habitat

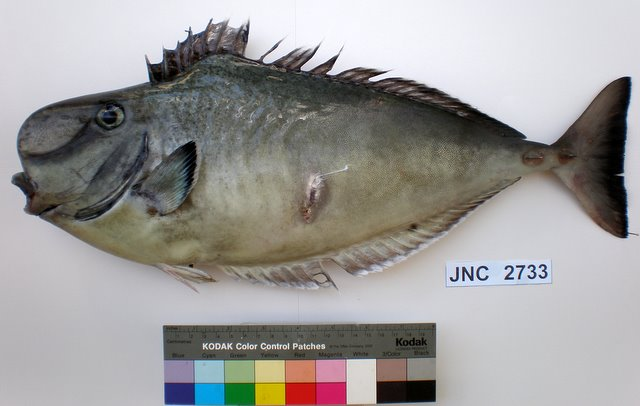
Naso tonganus de Nouvelle-Calédonie

Les poissons-licornes sont présents dans tout l'Indo-Pacifique tropical mais sont absents de l'Atlantique. La plupart des espèces ont une grande aire de répartition et présentent peu de variations morphologiques entre les différentes aires géographiques.
Les juvéniles se rencontrent dans les eaux côtières peu profondes et les lagons, seuls ou en petit groupes diffus. Les adultes se regroupent généralement en large banc dans les zones exposées au courant comme les passes ou les bords extérieur du récif corallien où les courants brassent de grande quantité de plancton lors des flux de la marée,. Ils sont présents dès les premiers mètres jusqu'à plus de 100 m de profondeur pour certaines espèces comme la Licorne griffonnée (Naso maculatus),.

## Taxinomie
Le genre a été nommé par Bernard-Germain de Lacépède en 1801. L'espèce type est Naso fronticornis Lacepède, 1801 (synonyme de Naso unicornis (Forsskål, 1775).

## Liste des espèces
Selon FishBase (30 janv. 2016) :
- Naso annulatus (Quoy & Gaimard, 1825) — Licorne à bords blancs[8]
- Naso brachycentron (Valenciennes, 1835) — Licorne à dos courbé[14]
- Naso brevirostris (Cuvier, 1829) — Licorne pointue[15], Nasique
- Naso caeruleacauda Randall, 1994 — Licorne bleue[14]
- Naso caesius Randall & Bell, 1992 — Licorne à taches argentées[12]
- Naso elegans (Rüppell, 1829) — Licorne à épine orange Indien[16], Nasique à éperons orange, Nason bariolé[réf. nécessaire]
- Naso fageni Morrow, 1954 — Licorne à tête de cheval[17]
- Naso hexacanthus (Bleeker, 1855) — Licorne liusante[18]
- Naso lituratus (Forster, 1801) — Licorne à épine orange du Pacifique[19], Nason à éperons orange[20], Nason bariolé[20]
- Naso lopezi Herre, 1927 — Licorne argetée[21]
- Naso maculatus Randall & Struhsaker, 1981 — Licorne griffonnée[12]
- Naso mcdadei Johnson, 2002
- Naso minor (Smith, 1966) — Petite licorne[7]
- Naso reticulatus Randall, 2001
- Naso tergus Ho, Shen & Chang, 2011
- Naso thynnoides (Cuvier, 1829) — Licorne à une épine[22]
- Naso tonganus (Valenciennes, 1835) — Licorne à nez courbé[23]
- Naso tuberosus Lacepède, 1801 — Licorne à points-noirs[24]
- Naso unicornis (Forsskål, 1775) — Licorne à épine bleue[16], Nason à éperons bleus[25]
- Naso vlamingii (Valenciennes, 1835) — Licorne à gros nez[26], Nason zébré[25], Nason à lignes violettes[25]

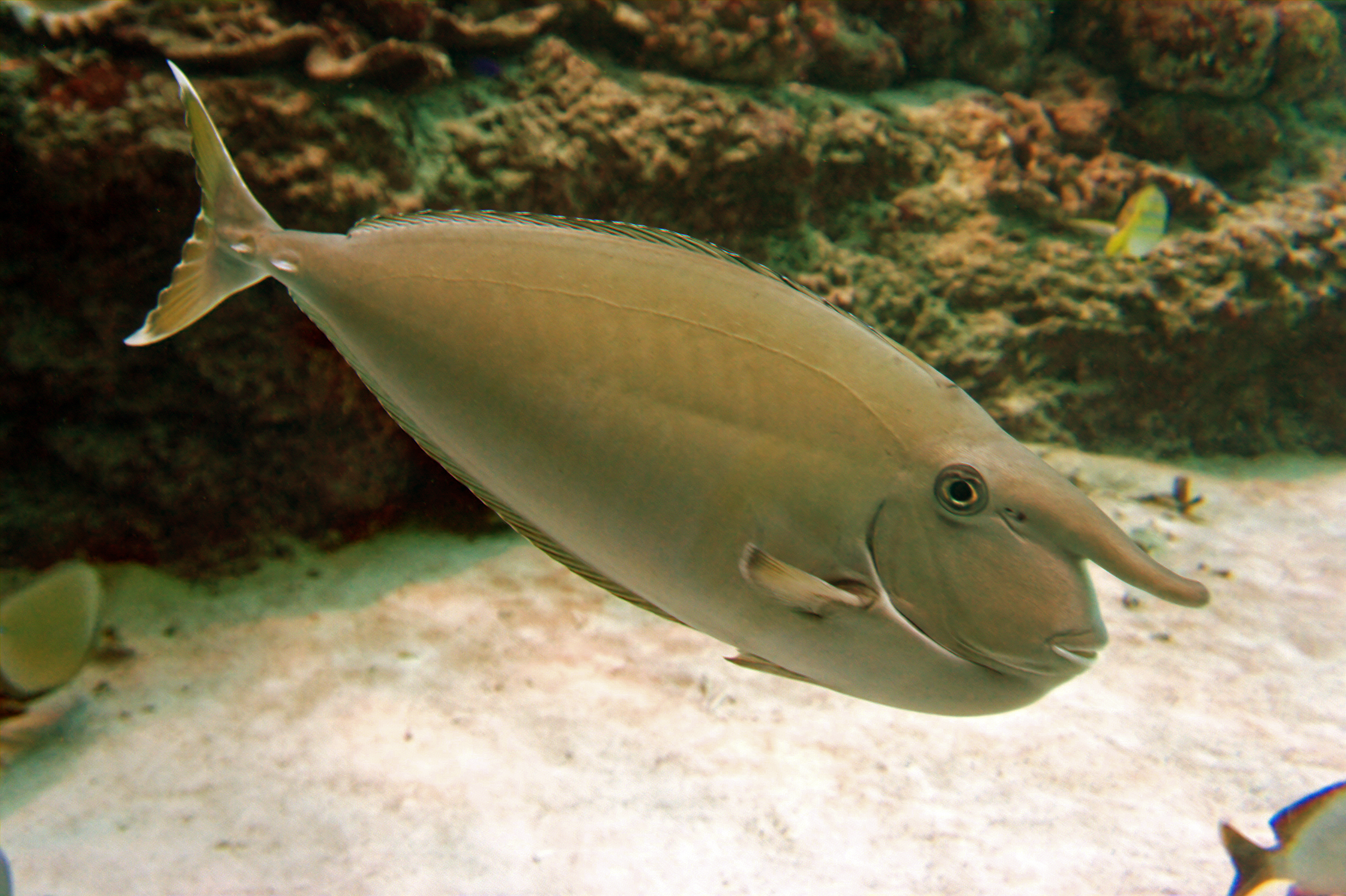
Naso annulatus
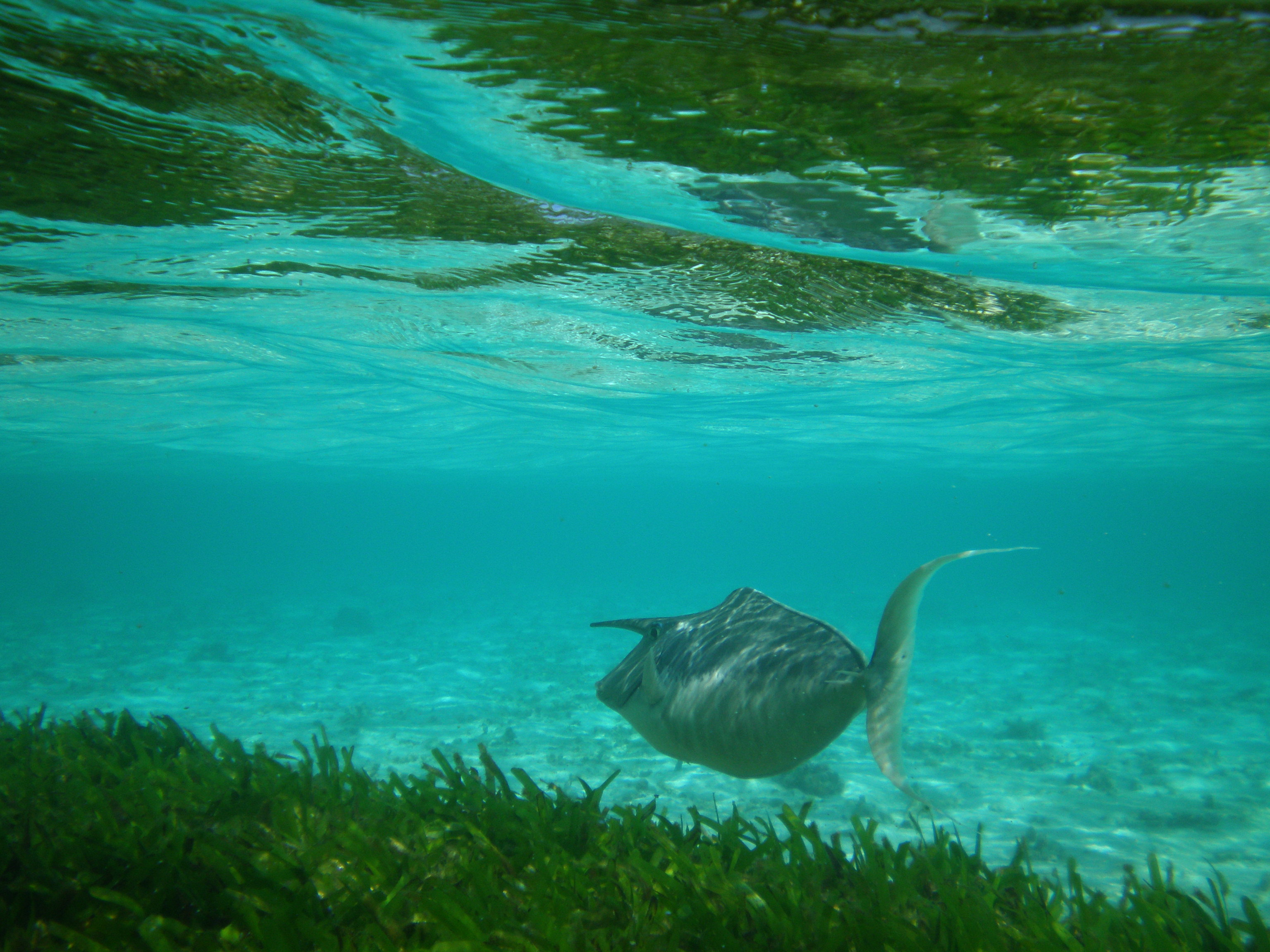
Naso brachycentron
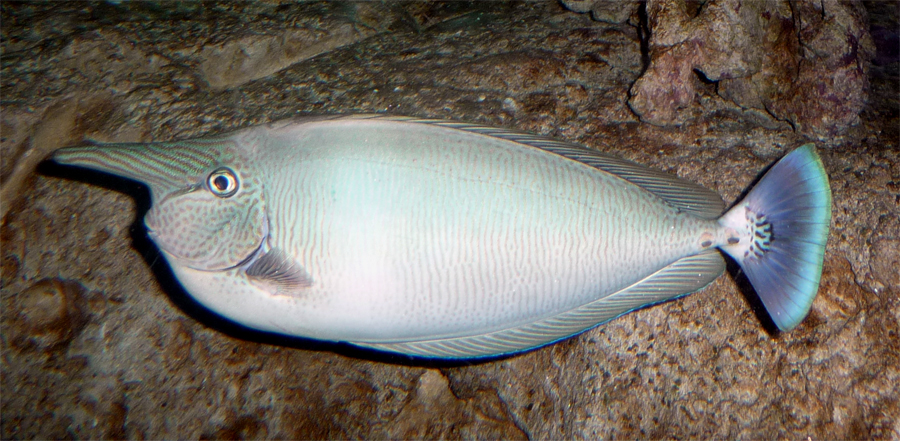
Naso brevirostris
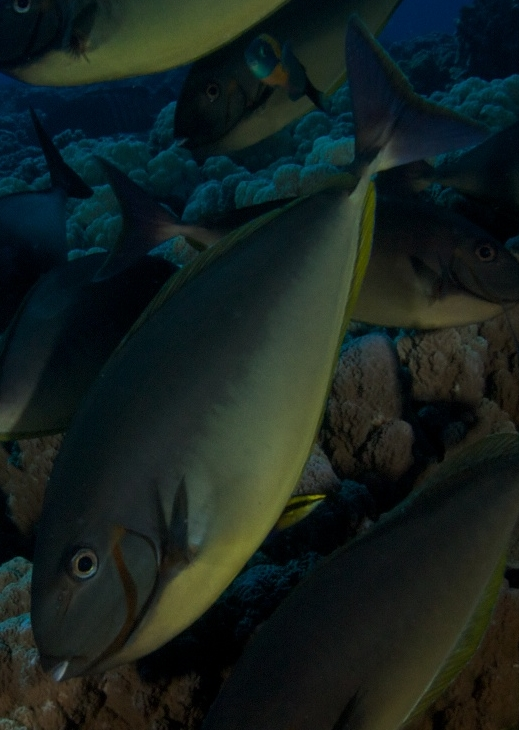
Naso caesius
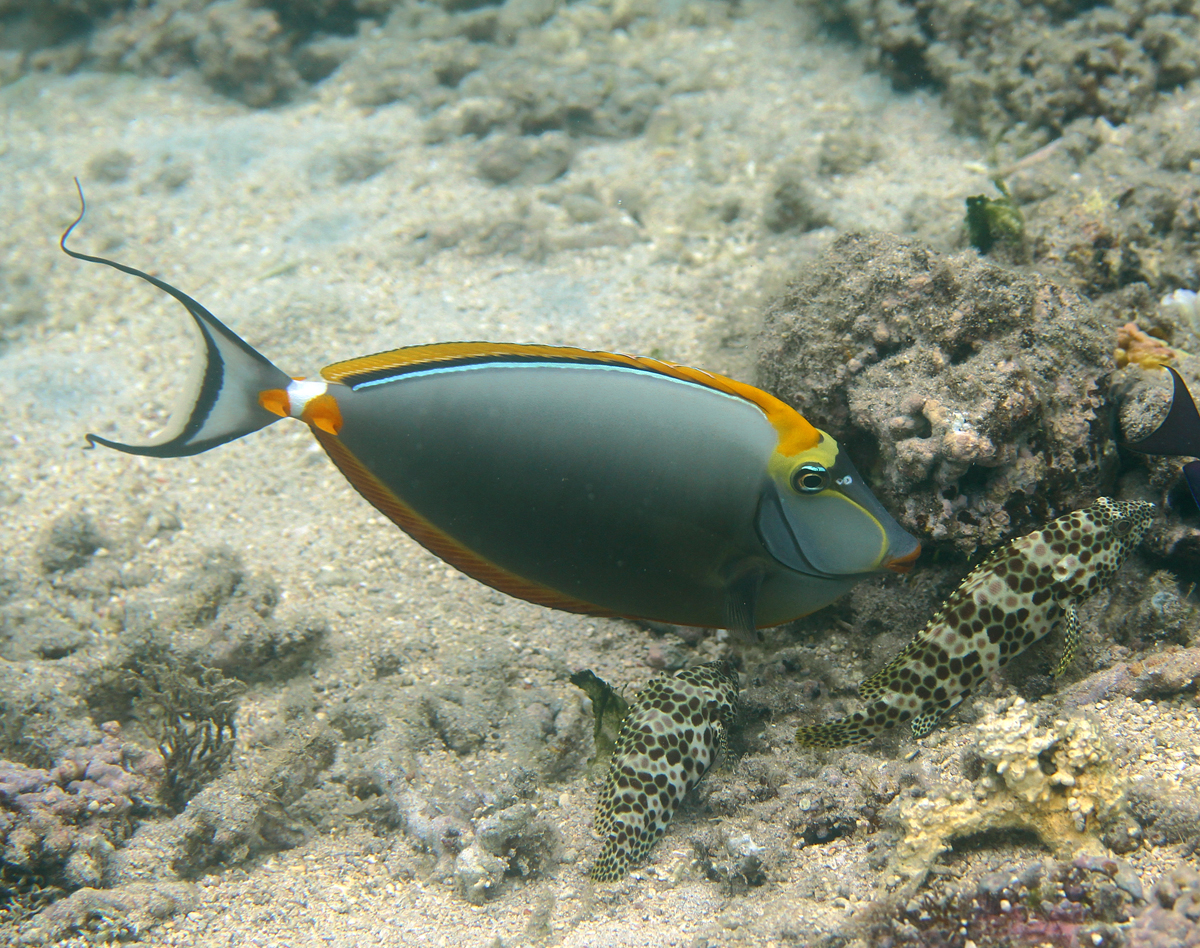
Naso elegans
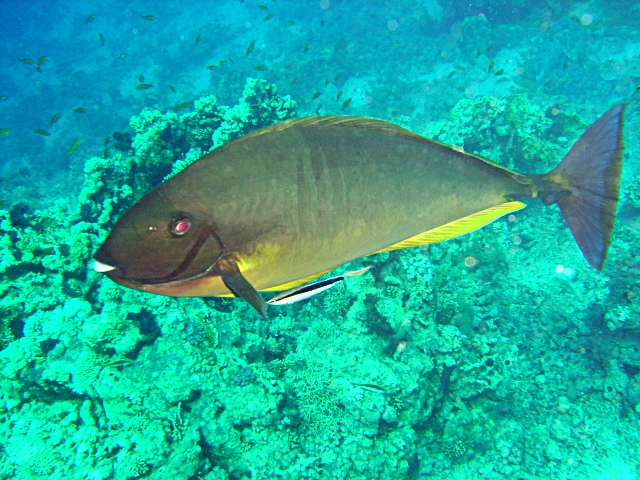
Naso hexacanthus
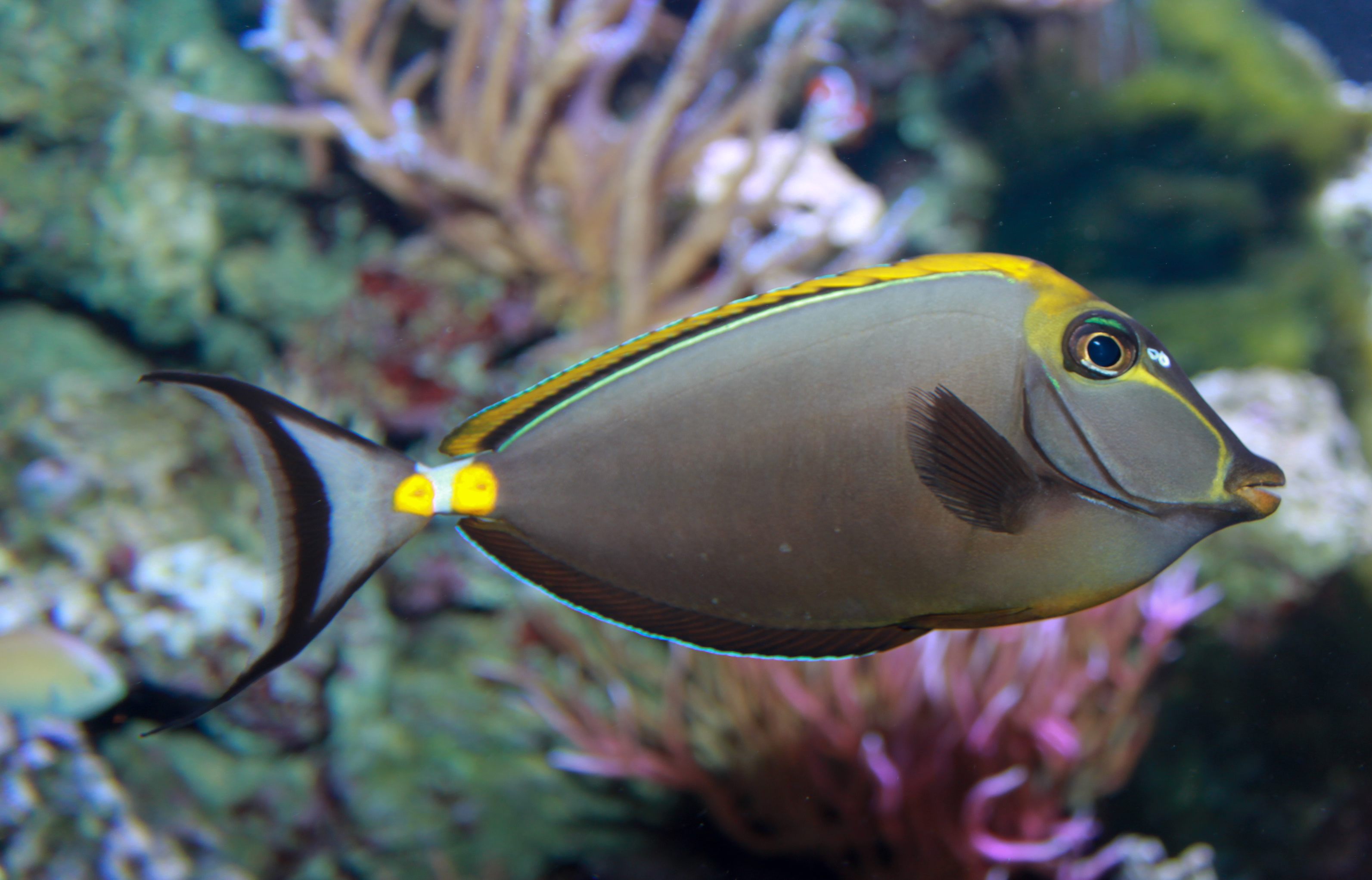
Naso lituratus
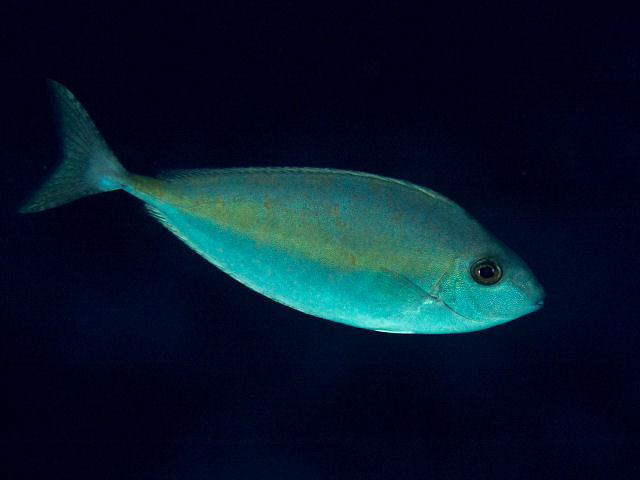
Naso thynnoides
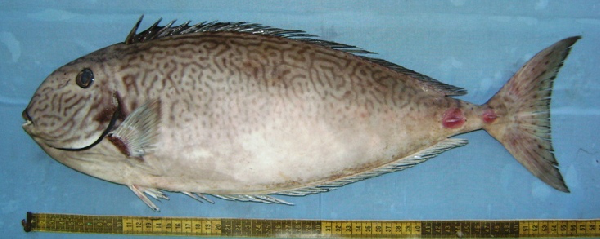
Naso reticulatus
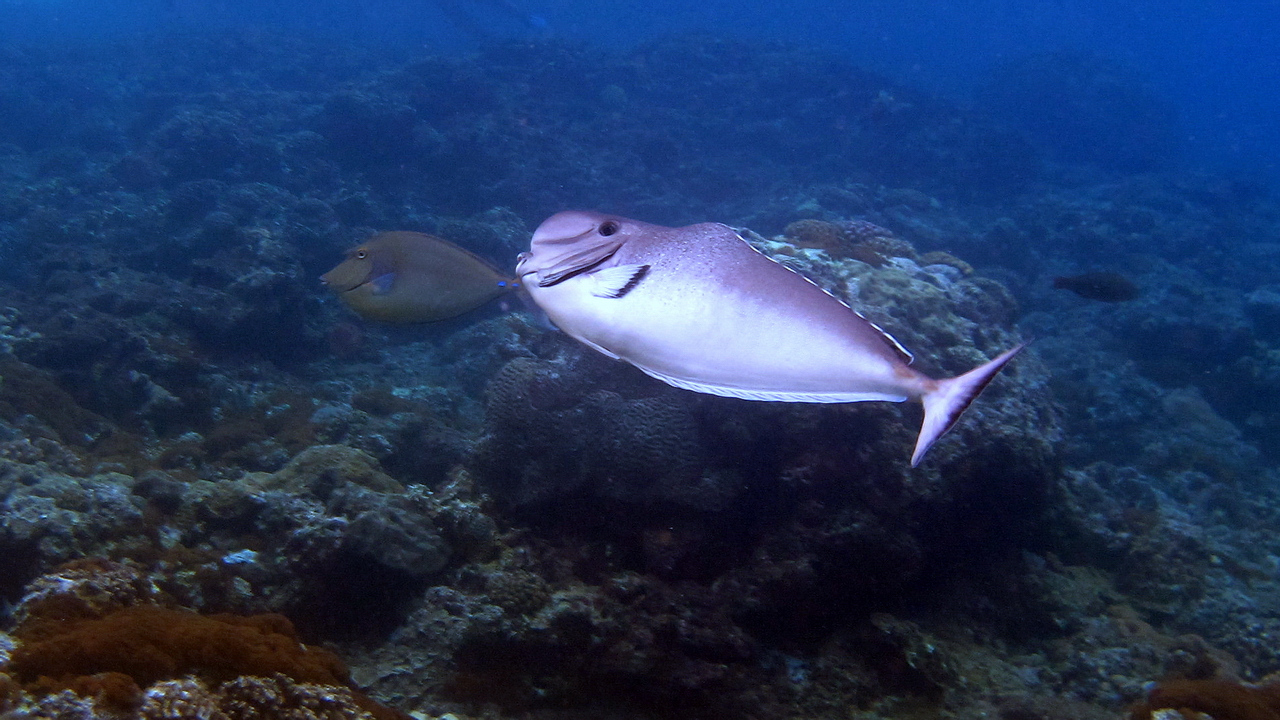
Naso tonganus
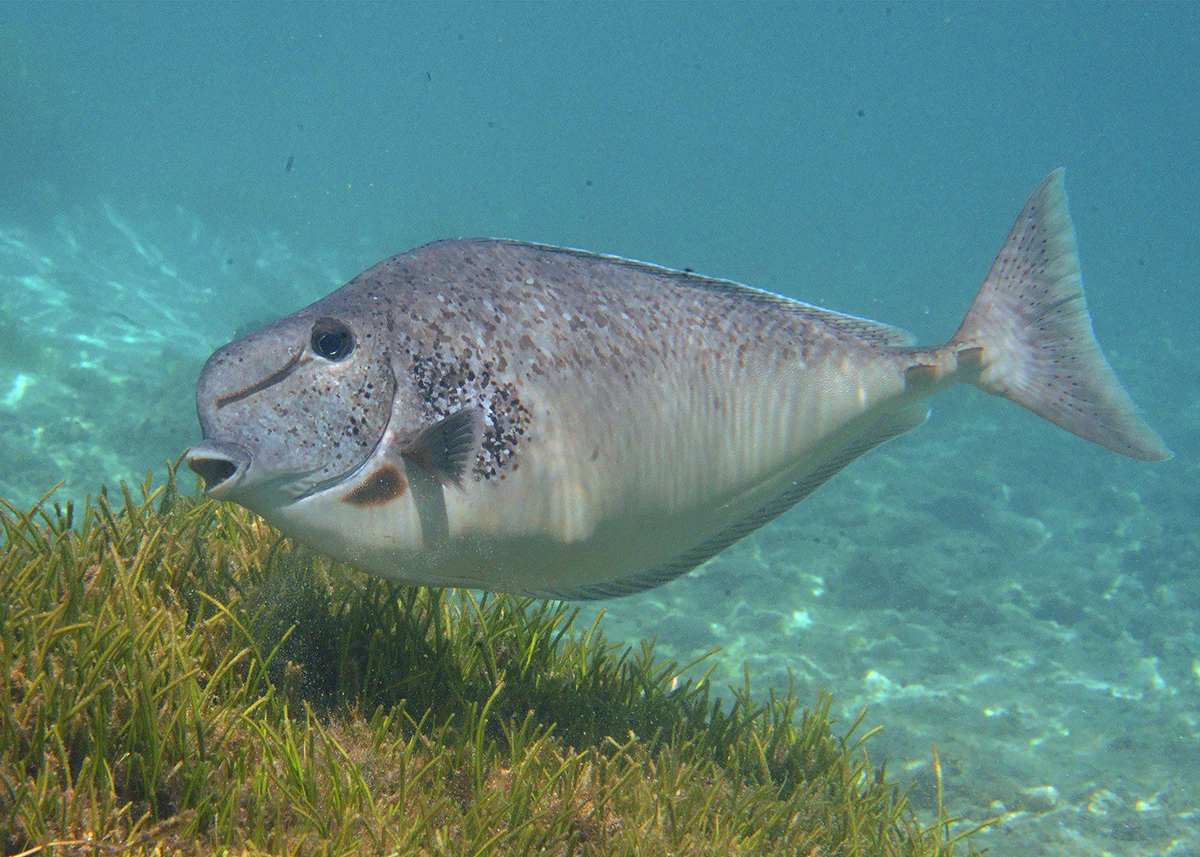
Naso tuberosus
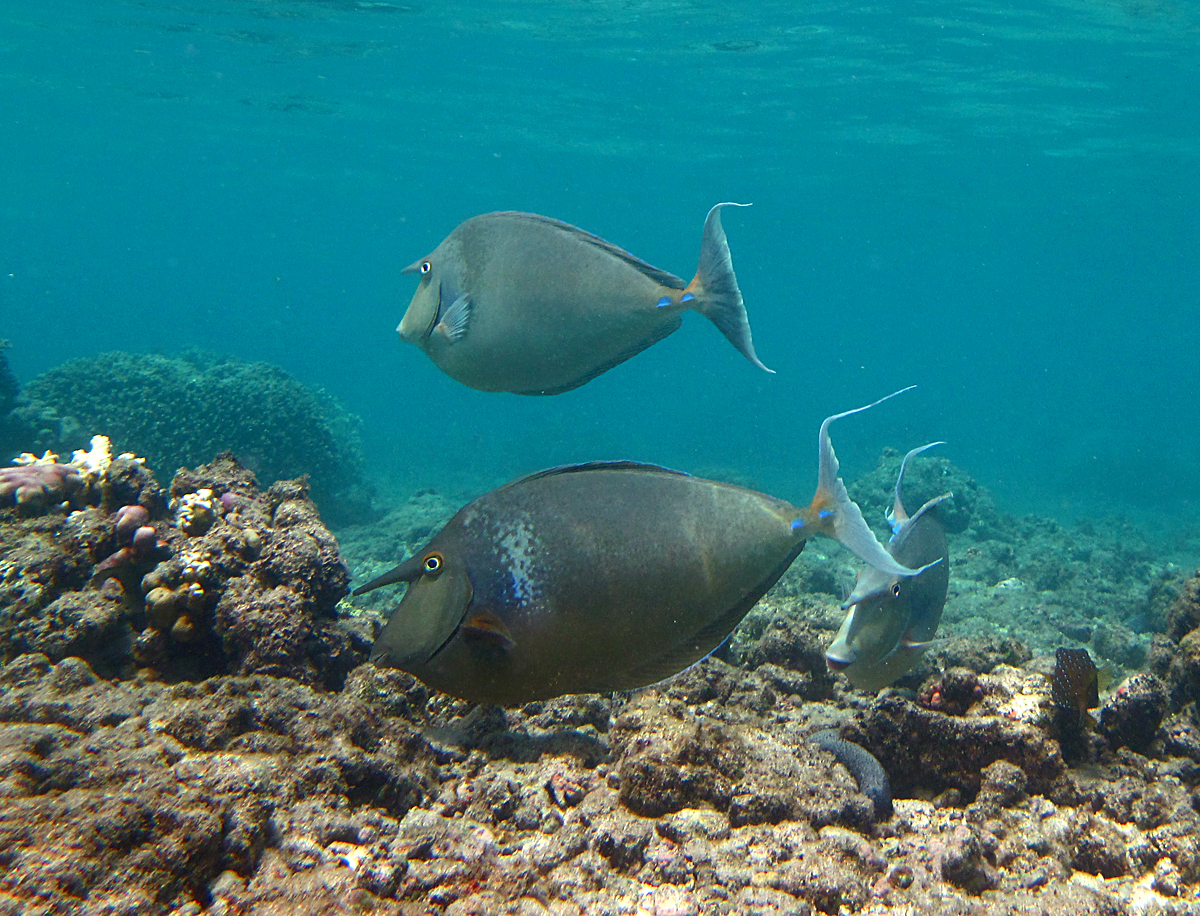
Naso unicornis
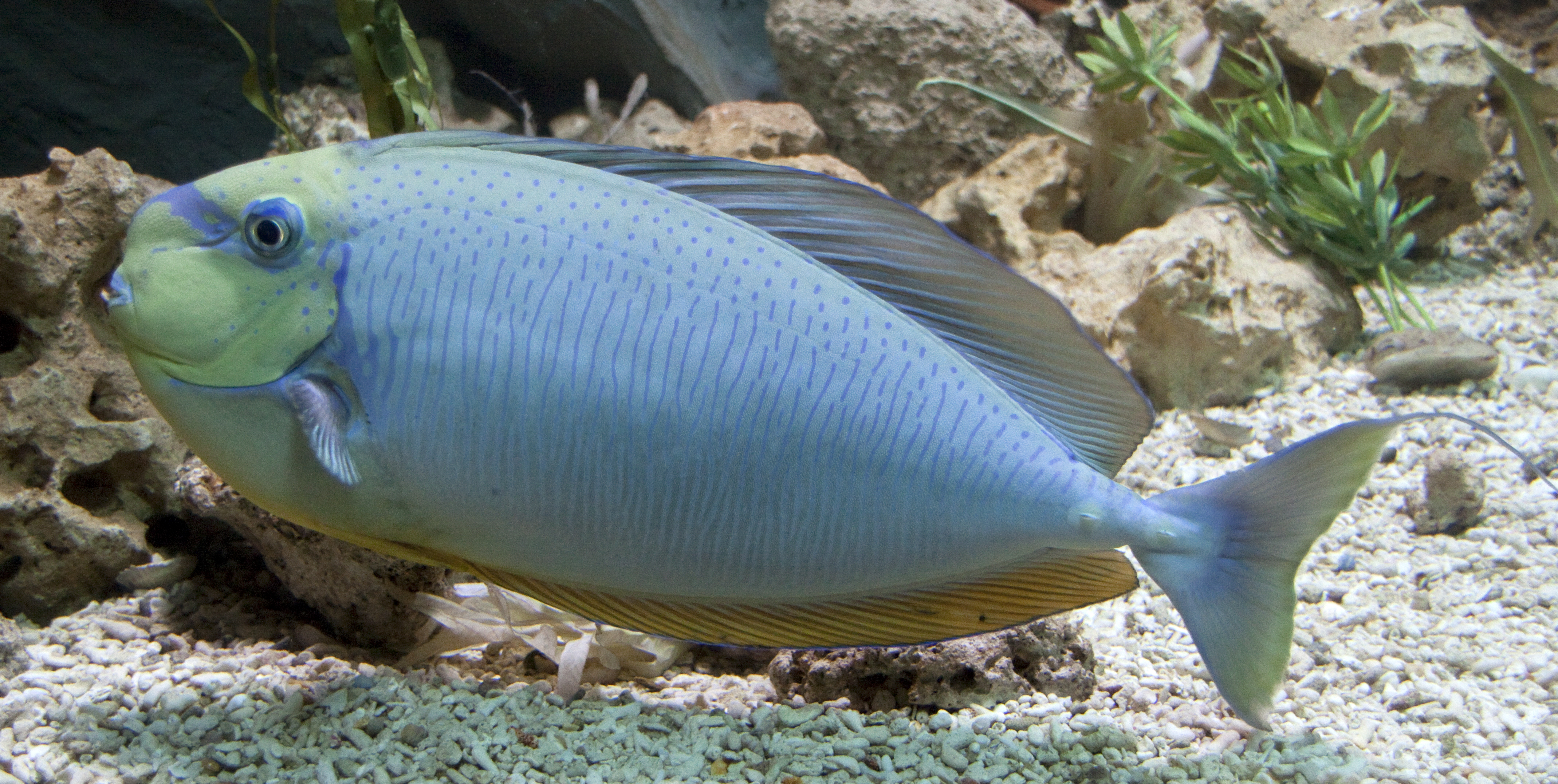
Naso vlamingii

## Poissons-licornes et l'Homme

### Aquariophilie
Du fait de leur grande taille, les Poissons-licornes sont difficiles à maintenir en aquarium car ils nécessitent des bacs d'un volume suffisant pour les accueillir. Ils sont sensibles aux conditions de l'eau et s'assombrissent lorsqu'ils ne sont pas en bonne forme,.